# Dorfkirche Boecke

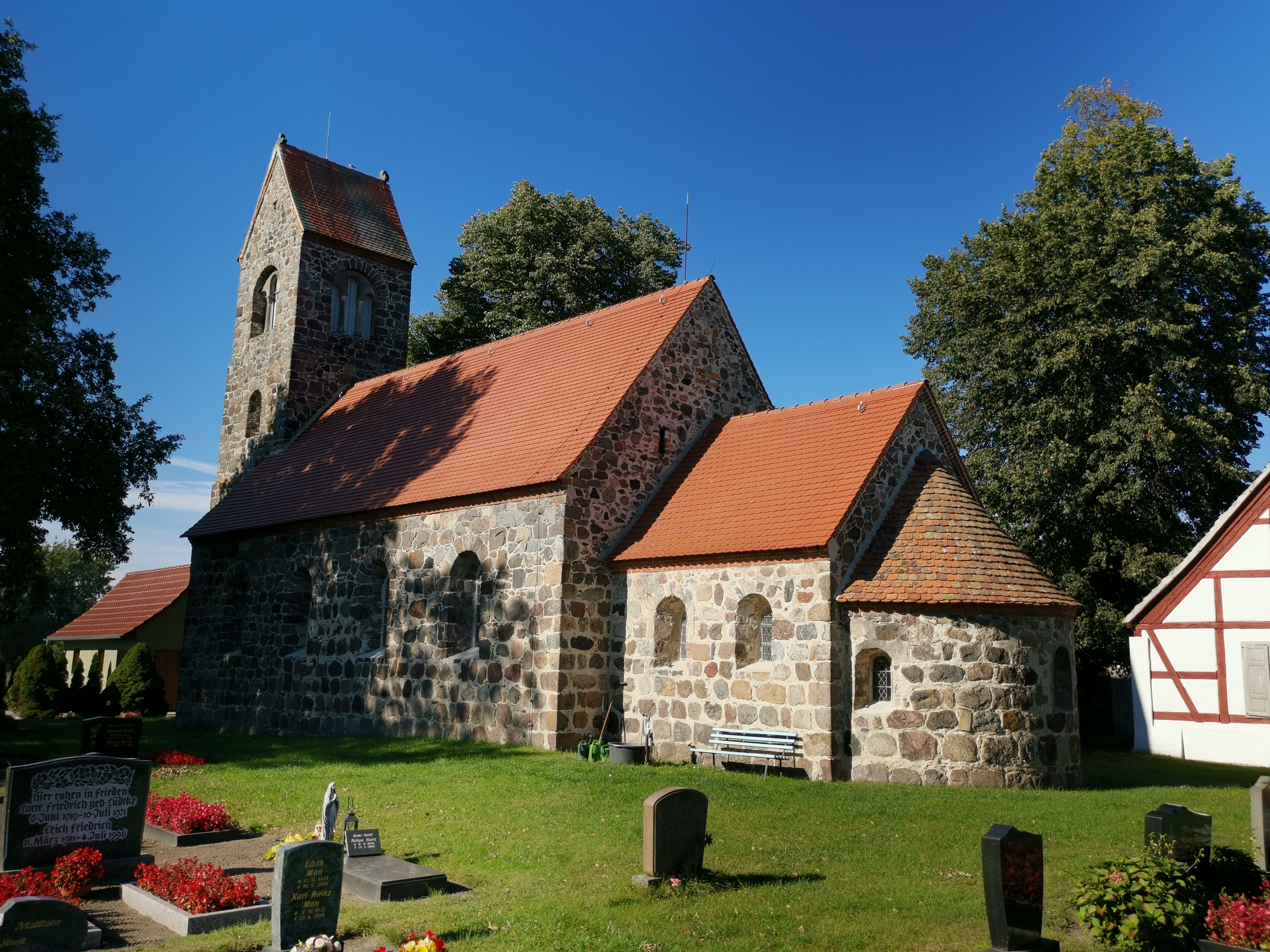
Dorfkirche Boecke (Wenzlow)

Die evangelische, denkmalgeschützte Dorfkirche Boecke steht in Boecke, einem Ortsteil der Gemeinde Wenzlow im Landkreis Potsdam-Mittelmark von Brandenburg. Sie gehört zum Pfarrbereich Fläming-Fiener I im Kirchenkreis Elbe-Fläming der Evangelischen Kirche in Mitteldeutschland.

## Beschreibung
Das Langhaus, der eingezogenem Chor, die beide mit Satteldächern bedeckt sind, und die halbrunde Apsis, die mit einem halben Kegeldach bedeckt ist, im Osten der Saalkirche wurden in der ersten Hälfte des 13. Jahrhunderts aus Feldsteinen erbaut. Um 1870 wurde die Kirche umgebaut. Das Langhaus wurde nach Westen verlängert und seine Bogenfenster vergrößert. Die kleinen Bogenfenster im Chor und in der Apsis blieben erhalten. Außerdem wurde ein querrechteckiger Kirchturm angebaut, der quer mit einem Satteldach bedeckt wurde. Sein oberstes Geschoss beherbergt hinter den als Triforien gestalteten Klangarkaden den Glockenstuhl.
Der Innenraum ist mit einer Holzbalkendecke überspannt. Die Kirchenausstattung stammt bis auf das steinerne Taufbecken, das im 16. Jahrhundert gebaut wurde, aus der Zeit des Umbaus.